# Cierpienie Boga
Cierpienie Boga – zagadnienie teologiczne, które stara się odpowiedzieć na pytanie, czy Bóg cierpi. 
Wypływa ono z próby rozwiązania problemu istnienia zła i cierpienia w świecie, który został stworzony przez dobrego Boga. Jest więc to kwestia wpisująca się w teodyceę. Istota problemu skupia się pytaniu, czy cierpienie, jakie przeżywają istoty stworzone, dotyka także Boga i czy Bóg uczestniczy w cierpieniach czy też pozostaje apatyczny. We współczesnej teologii pytanie o cierpienia Boga wróciło ze szczególną siłą ze względu na tragiczne wydarzenia XX wieku, takie jak m.in. holocaust, po którym pytano wręcz o możliwość dalszego uprawiania teologii w ogóle.